# 黎川华南溪蟹
黎川华南溪蟹（学名：Huananpotamon lichuanense）为溪蟹科华南溪蟹属的动物。在中国大陆，分布于江西等地，多见于海拔400 米山区溪流石块下。